# Новогродинск
Новогродинск — населённый пункт в Нижнеудинском районе Иркутской области.

## География
Находится в 30 км от Октябрьского.

## Население
| 2002 | 2010 | 2011 | 2012 |
| ---- | ---- | ---- | ---- |
| 89   | ↘53  | →53  | ↘47  |

По данным Всероссийской переписи населения 2010 года население НП составило 53 человек

## Местное управление
В административном плане относится к муниципальному образованию Нижнеудинского района Иркутской области.

## Известные уроженцы и жители
- Павел Сергеевич Шувалов (1968—2023) — российский насильник и серийный убийца.